# 미스 좀비
《미스 좀비》(Miss ZOMBIE, 일본어: ミス・ゾンビ)는 2013년 공개된 일본의 영화이다. 2013년 10월 5일 부산국제영화제에서 상영되었다. 러닝타임은 85분이다. 요시키 쿠마자와와 사타케 카즈미가 제작했다. 좀비가 하인과 애완동물로 길들여지는 미래의 일본에 대한 이야기이다. 이 영화는 여성 좀비의 '시련과 보복'을 연대기적으로 기록한다.

## 줄거리
미래의 일본, 좀비들은 포획되어 부유한 가정의 하인이나 애완동물로 팔리는 세상이다. 과학자들은 좀비의 굶주림과 공격성을 없애는 방법을 발견했고, 이들은 고기 대신 과일과 채소를 먹으며 낮은 등급일수록 인간에 가까운 모습을 유지한다. 어느 날, '미스 좀비'라 불리는 젊은 여성 좀비가 테라모토 박사 가족에게 하인으로 보내진다. 그녀는 낮은 바이러스 수치 덕분에 인간 시절의 기억, 특히 뱃속에 있던 아이를 잃었던 순간을 기억한다. 미스 좀비는 가족의 명령에 따르는 애완동물 같은 존재로 살아가지만, 저녁마다 꽃을 선물받고 도시를 배회하며 괴롭힘을 당하기도 한다.
시간이 흐르면서 미스 좀비는 받은 꽃들을 모으고, 자신을 공격한 무기들을 숨겨둔다. 어느 날, 테라모토의 집 근처에서 일하는 남자들에게 강간당하는 모습을 테라모토가 목격하고 충격을 받는다. 이후 테라모토의 아들 케네치가 호수에서 사고로 죽자, 아내 시즈코는 아들을 살리기 위해 좀비로 만든다. 깨어난 케네치는 엄마 대신 미스 좀비에게 안기며 그녀를 유일한 부모로 인식한다. 이 때문에 시즈코는 미스 좀비를 증오하고, 남편 테라모토마저 그녀를 사랑하게 되면서 증오심은 더욱 커진다. 미스 좀비는 예전의 민첩함을 되찾고 자신을 학대했던 사람들에게 복수하며, 그들의 피로 케네치를 먹일 젖병을 만든다.
미스 좀비에게 질린 시즈코는 그녀를 총으로 쏘려 하지만 실수로 남편 테라모토를 죽이다. 총소리를 들은 미스 좀비는 케네치를 데리고 도망치고, 시즈코는 그들을 쫓으며 가는 길에 만나는 모든 사람을 죽이다. 마침내 시즈코는 미스 좀비와 케네치에게 도착하지만, 케네치가 미스 좀비에게 깊이 애착을 느끼는 것을 보고 절망하여 자살한다. 아들의 버림에 절망한 시즈코의 자살을 목격한 케네치가 엄마에게 돌아가자, 미스 좀비는 시즈코를 좀비로 만들고, 마침내 엄마와 아들은 다시 껴안을 수 있게 된다. 그 후, 미스 좀비는 이 세상의 억압에 지쳐 자신의 머리에 총을 겨누고 자살한다.

## 출연

### 주연
- 코마츠 아야카
- 토가시 마코토
- 테즈카 토루

### 조연
- 오니시 리쿠
- 스루가 타로
- 세리자와 타테토
- 이이다 카오루

## 기타
- 원작자: 사부